# Iker Casillas
Iker Casillas Fernández ([ˈiker kaˈsiʎas]; Móstoles, 20 maggio 1981) è un ex calciatore spagnolo, di ruolo portiere. Con la nazionale spagnola è diventato campione del mondo nel 2010 e campione d'Europa nel 2008 e nel 2012.
Considerato uno dei migliori portieri della storia del calcio, ha legato il suo nome principalmente al Real Madrid, club in cui ha militato per 16 anni e con cui ha vinto cinque campionati spagnoli, due Coppe del Re, quattro Supercoppe spagnole, tre UEFA Champions League, due Supercoppe UEFA, due Coppe Intercontinentali e una Coppa del mondo per club FIFA. Con il Porto, squadra in cui ha giocato negli ultimi cinque anni della sua carriera, ha conquistato due campionati portoghesi, una Coppa del Portogallo ed una Supercoppa portoghese.
Durante la sua carriera ha partecipato a cinque campionati d'Europa (2000, 2004, 2008, 2012 e 2016), quattro campionati del mondo (2002, 2006, 2010 e 2014) e due Confederations Cup (2009 e 2013), vincendo da capitano gli europei 2008 e 2012 e il mondiale 2010. Della Roja è il secondo calciatore per numero di presenze in gare ufficiali (167), dietro al solo Sergio Ramos. A livello giovanile ha vinto anche il Mondiale Under-20 del 1999.
A livello individuale è il primatista di presenze nelle competizioni europee per il Real Madrid (157). È stato nominato cinque volte miglior portiere dell'anno dalla IFFHS (primato condiviso con Manuel Neuer e Gianluigi Buffon); occupa la 2ª posizione, alle spalle di Buffon, nelle classifiche IFFHS dei più forti estremi difensori del decennio 2000-2010, del quarto di secolo 1987-2011 e del XXI secolo. Con 1119 partite ufficiali disputate, rientra nella ristretta cerchia dei calciatori con almeno 1000 presenze in carriera, classificandosi al 10º posto.

## Biografia
Sebbene Iker sia nato a Móstoles, un comune della Comunità di Madrid, i suoi genitori sono tornati successivamente a Bilbao e, per quasi due anni, ha vissuto nel quartiere Zorroza, dove suo padre era cresciuto. Il suo nome Iker e quello di suo fratello Unai sono di origine basca.
Iker Casillas mantiene forti legami emotivi con la città di Navalacruz, il luogo di origine dei suoi genitori. In questa città, come nella vicina Navaluenga, la scuola calcio Iker Casillas è stata attiva per diversi anni durante l'estate. È anche strettamente legato alla città madrilena di Móstoles, dove è nato e ha vissuto durante l'infanzia e l'adolescenza. Egli è il "figlio prediletto" sia di Navalacruz che di Móstoles; in quest'ultima località gli è stata intitolata una strada nel gennaio 2012.
È stato sposato con Sara Carbonero, giornalista di Mediaset España; la coppia ha due figli. Si sono separati nel marzo del 2021.
Nel 2005 recita, insieme a Guti e Iván Helguera, in Torrente 3: El protector. Nel 2007 recita in Goal II - Vivere un sogno.
Nel 2023 diventa presidente di una delle squadre della Kings League, il torneo di calcio a 7 fondato dall’ex compagno di nazionale Gerard Piqué.

## Caratteristiche tecniche
Apprezzato per la forte personalità e il grande carisma, Casillas è stato un portiere atletico, reattivo e dotato di un buon senso della posizione. Pur avendo sofferto di un calo di rendimento nelle ultime stagioni al Real Madrid, si è comunque distinto per la prolungata affidabilità ad alti livelli fin da giovane. Abile nel parare i calci di rigore, sapeva farsi rispettare anche nelle uscite, anche se è stato talvolta criticato per le sue abilità sulle palle alte e con i piedi.

## Carriera

### Club

#### Real Madrid

##### 1999-2012

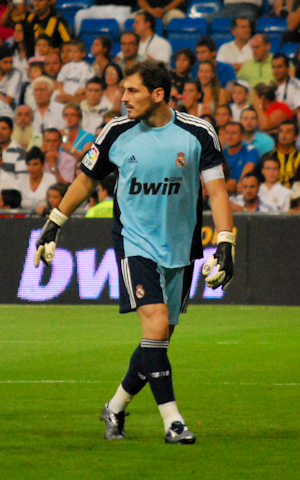
Casillas con la maglia del Real Madrid nel 2010

Casillas nasce calcisticamente al Real Madrid, al quale approda all'età di soli 9 anni. Compie l'intera trafila nel vivaio giovanile partendo dai pulcini fino alla terza, seconda e infine prima squadra. La prima convocazione arriva in piena stagione 1997-1998, alla vigilia di una partita di Champions League in Norvegia contro il Rosenborg. Le ottime prestazioni nel campionato del mondo under-20 disputato in Nigeria valgono a Casillas il posto da titolare nel Real Madrid nella stagione 1999-2000. Casillas debutta a 18 anni come titolare la sera del 12 settembre 1999 allo Stadio San Mamés contro l'Athletic Bilbao.
Fin dal primo anno nella squadra madridista inizia a collezionare trofei: nella primavera del 2000 il club conquista l'ottavo titolo europeo, mentre l'anno seguente si aggiudica la Liga. È però nel 2002 che arriva la consacrazione di Casillas che, attraverso una serie di ottimi interventi negli ultimi minuti della finale contro il Bayer Leverkusen, consegna la Champions League alla propria squadra, la nona per il club e la seconda per lui. L'incontro ha luogo in un periodo di scarsa forma di Casillas, che aveva perso il posto in squadra in favore di César. Relegato alla panchina, subentra dopo l'infortunio di César e grazie alla grande prestazione riprende definitivamente la maglia di titolare, che conquisterà anche nella nazionale spagnola.
Il 4 febbraio 2012, in occasione del match vinto per 1-0 contro il Getafe, gioca la sua partita numero 600 con la maglia dei Blancos.

##### 2012-2015

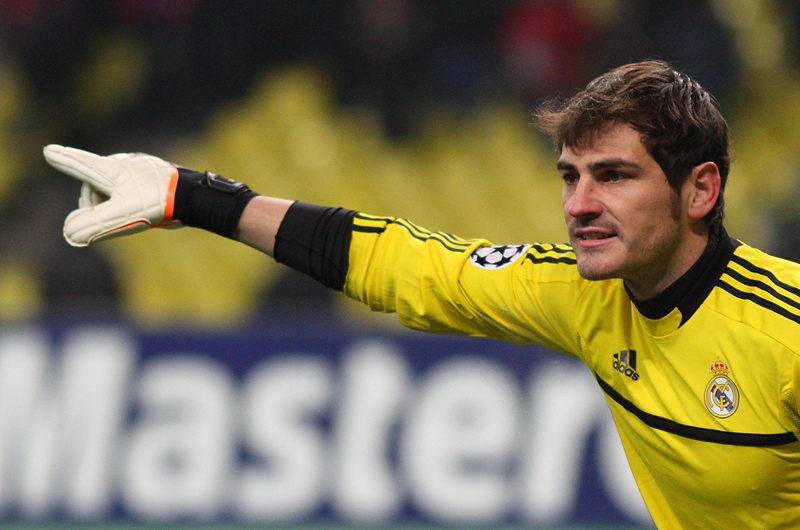
Casillas con il Real Madrid nel 2012

La sua esperienza con il Real Madrid conosce un periodo di crisi nella seconda parte della stagione 2012-2013, quando, dopo una lunga serie di polemiche con l'allenatore José Mourinho, perde la titolarità del ruolo per scelta "tecnica" per la prima volta dal 2002, venendo sostituito inizialmente dal giovane Antonio Adán e poi dal neo-acquisto Diego López e non venendo convocato neanche in seguito ad un infortunio al polso ed ai conseguenti tre mesi di inattività occorsi a López. L'emarginazione di Casillas, elemento simbolo sia del club madrileno che della nazionale spagnola campione del mondo in carica (nella quale mantiene la titolarità del ruolo durante la crisi nel club) ed annoverato tra i migliori portieri di sempre, crea una spaccatura sia nella squadra sia nella tifoseria.
Nella stagione 2013-2014, nonostante la partenza di Mourinho e l'arrivo di Carlo Ancelotti sulla panchina dei Blancos, viene di nuovo relegato al ruolo di riserva, alle spalle di Diego López, disputando solamente le partite di coppa. Dopo la vittoria sul Barcellona nella finale di Coppa del Re, la tribolata stagione si conclude con il trionfo in Champions League, grazie al 4-1 sui concittadini dell'Atletico Madrid nella finale di Lisbona, che garantisce al Real la conquista della coppa per la decima volta nella sua storia.
Con la cessione di Diego López al Milan nell'agosto del 2014, Casillas ritrova il posto da titolare per la stagione 2014-2015, sempre con Ancelotti in panchina, nonostante la concorrenza del neo-acquisto Keylor Navas. Il 12 agosto arriva la vittoria in Supercoppa Europea contro il Siviglia (2-0), mentre il 20 dicembre seguente conquista il Mondiale per club, grazie al 2-0 in finale contro il San Lorenzo.
In carriera ha conseguito diversi record: a 18 anni è diventato titolare del Real Madrid, a 19 ha vinto la Champions League ed ha esordito in nazionale, a 21 è diventato titolare fisso della Spagna ed a 23 ha indossato per la prima volta la fascia di capitano delle Furie Rosse.

#### Porto

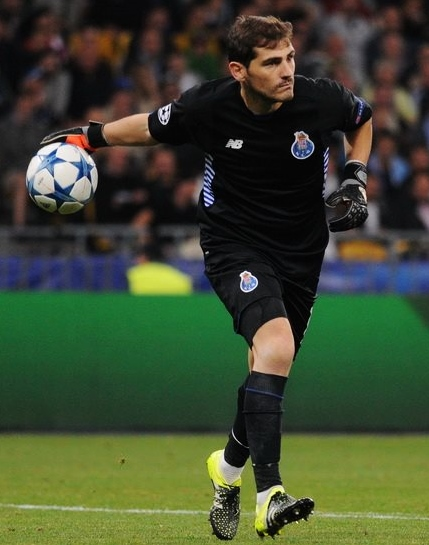
Casillas in azione con la maglia del Porto nella stagione 2015-2016

L'11 luglio 2015 risolve il proprio contratto con il Real Madrid e passa al Porto, lasciando il club madrileno dopo 16 stagioni (25 anni contando la trafila nelle giovanili), 725 gare disputate e 18 trofei vinti. Esordisce con la nuova maglia il 15 agosto 2015 nella vittoria per 3-0 contro il Vitoria Guimaraes. Il 9 dicembre, in occasione dell'ultimo turno della fase a gironi, raggiunge quota 158 presenze in UEFA Champions League e, superando Xavi fermo a 157, ne diviene l'allora primatista di presenze. Le sue prestazioni nel corso della stagione risultano inferiori alle attese.
Il 5 maggio 2018, alla penultima giornata di Primeira Liga, Casillas si laurea campione di Portogallo con il Porto grazie al pareggio per 0-0 nel derby di Lisbona tra Sporting e Benfica. Questo è il suo diciannovesimo titolo con maglie di club, oltre che il primo coi Dragões. Nel corso della stagione, dalla fine di ottobre del 2017 fino alla metà di febbraio, perde il posto da titolare in favore del più giovane José Sá. Nella volata finale fornisce, tuttavia, un grande contributo per il successo del Porto, che non vinceva il campionato da cinque anni e aveva effettuato il sorpasso sul Benfica battendolo all'Estádio da Luz per 1-0 alla quintultima giornata.
Il 4 agosto 2018, all'Estádio Municipal de Aveiro, il Porto batte per 3-1 l'Aves. Casillas, schierato come titolare, vince così la Supercoppa di Portogallo, il ventesimo titolo della sua carriera con maglie di club. Il successivo 11 dicembre, nella partita vinta per 2-3 sul campo del Galatasaray, raggiunge Cristiano Ronaldo a quota 100 vittorie in UEFA Champions League, record per la competizione. Ottiene contestualmente la propria 173ª presenza nella competizione, record per il torneo, oltre a essere il primo giocatore a essere sceso in campo in 20 stagioni consecutive di UEFA Champions League.
Il 1º maggio 2019 viene colpito da un infarto miocardico acuto durante un allenamento. In attesa di sapere se e quando potrà tornare in campo, a luglio, pur rimanendo in rosa, intraprende l'attività di dirigente del Porto, facendo da tramite tra giocatori, allenatore e dirigenza.
Nella stagione 2019-2020 rimane nella rosa del Porto ma non scende mai in campo. Il 4 agosto 2020 annuncia ufficialmente il proprio ritiro dall'attività agonistica.

### Nazionale

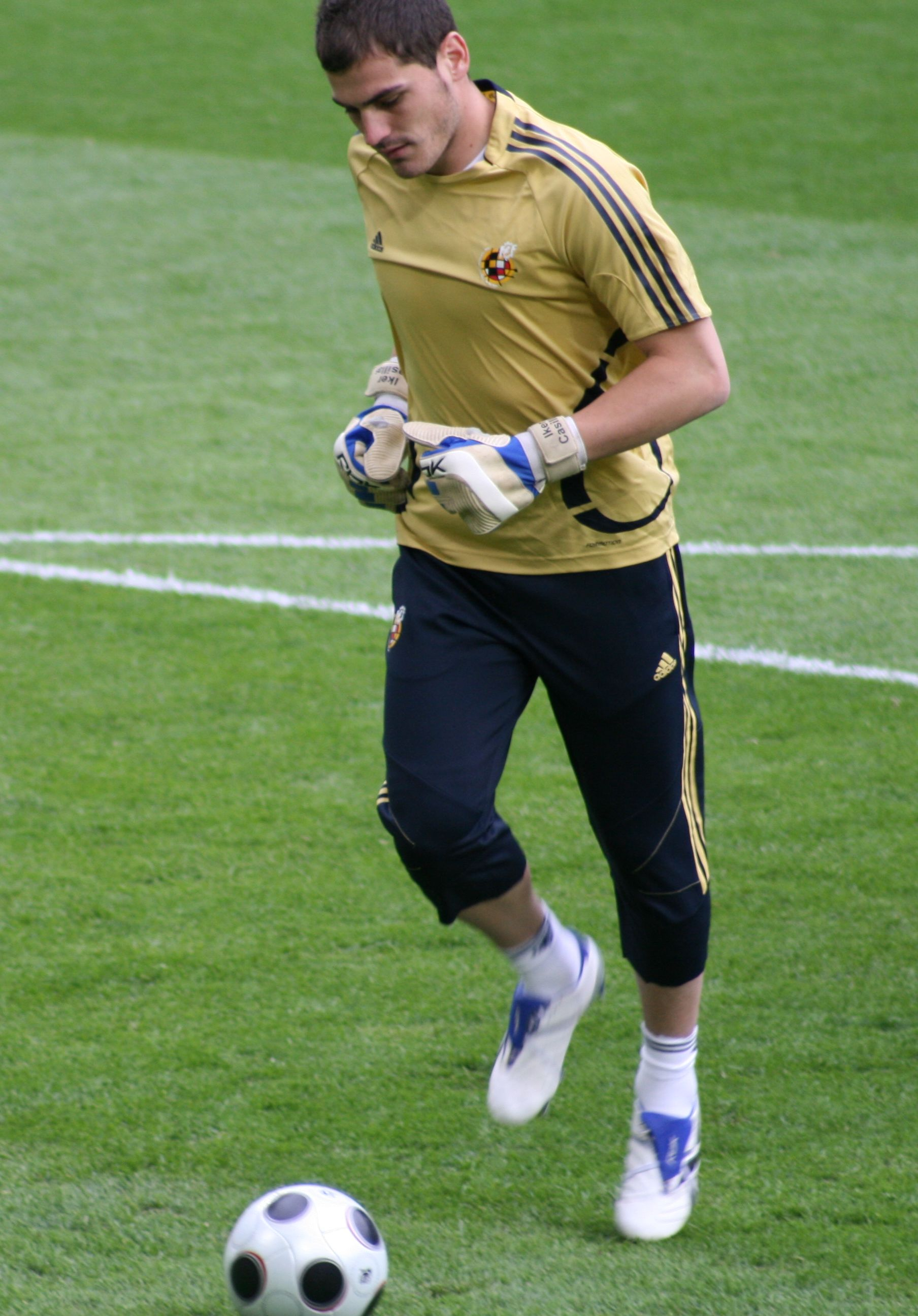
Iker Casillas durante l'Europeo 2008

Convocato per la prima volta nella nazionale spagnola nel 2000, nell'estate del 2002 Casillas ne è stato l'estremo difensore titolare nel campionato del mondo 2002, subentrando in extremis all'infortunato Cañizares. La sua presenza è stata decisiva nell'ottavo di finale contro l'Irlanda, in cui Casillas ha parato un rigore nei tempi regolamentari e due dopo i supplementari, contribuendo alla vittoria della Spagna.
Sempre con la divisa delle Furie rosse ha preso parte al campionato d'Europa 2004, al campionato del mondo 2006 ed al campionato d'Europa 2008, vincendo il titolo continentale nella finale vinta 1-0 sulla Germania. In quest'occasione è stato anche nominato capitano dal commissario tecnico Luis Aragonés: ha avuto così l'onore di alzare al cielo di Vienna il massimo trofeo europeo per selezioni nazionali.
Le sue soddisfazioni in nazionale non terminano con la vittoria del campionato d'Europa 2008: l'11 luglio 2010 a Johannesburg, in Sudafrica, quale capitano della sua nazionale, sotto la guida del nuovo CT Vicente del Bosque, è il primo a sollevare la Coppa del campionato del mondo 2010, la prima conquistata dalla Spagna nella sua prima finale mondiale, vinta battendo per 1-0 i Paesi Bassi dopo i tempi supplementari con gol al 116' di Andrés Iniesta. Viene eletto miglior portiere dei mondiali, anche in virtù di due interventi prodigiosi sull'olandese Arjen Robben in finale.
Il 12 novembre 2011, in occasione dell'amichevole della sua nazionale contro l'Inghilterra, a Wembley, diventa il giocatore con più presenze nella storia della selezione spagnola, raggiungendo Andoni Zubizarreta, suo predecessore tra i pali della porta spagnola, a quota 126 partite giocate. Tre giorni più tardi, a San José, contro la Costa Rica, diviene il primatista assoluto di presenze con le Furie rosse.

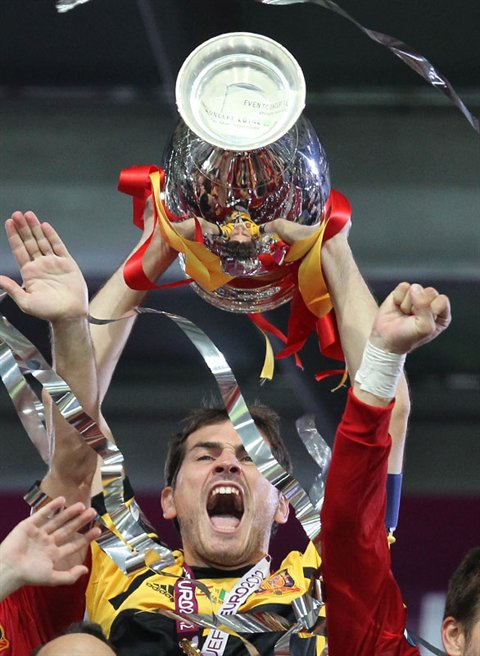
Iker Casillas con il trofeo dell'Europeo 2012, vinto dalla nazionale spagnola

Il 1º luglio 2012, a Kiev, si laurea nuovamente campione d'Europa con la nazionale spagnola, grazie al 4-0 inflitto all'Italia in finale, diventando così il primo calciatore in assoluto a vincere la coppa per due volte, tra l'altro consecutive, in qualità di capitano. Durante la competizione subisce un solo gol, segnatogli da Antonio Di Natale nella partita di esordio (Spagna-Italia 1-1).
Convocato per il campionato del mondo 2014, in cui la Spagna esce nella fase a gironi da campione uscente, Casillas gioca le prime due gare contro i Paesi Bassi e il Cile. Offre una brutta prestazione, commettendo anche diversi errori, e subisce in queste due gare 5 reti dagli olandesi e 2 dai cileni.
Il 13 novembre 2015, nella vittoria casalinga 2-0 contro l'Inghilterra, raggiunge quota 165 presenze con la nazionale spagnola, eguagliando il record europeo di Vitālijs Astafjevs, e diventando inoltre il primo portiere a raggiungere le 100 gare con la nazionale del proprio Paese senza subire gol.
Viene convocato anche per il campionato d'Europa 2016 in Francia, manifestazione nella quale tuttavia non scende in campo, ricoprendo il ruolo di secondo portiere dietro David de Gea.
L'edizione del 2016, conclusa agli ottavi di finale a causa della sconfitta per 2-0 contro l'Italia, è il quinto e ultimo campionato d'Europa giocato da Casillas.

## Statistiche
Casillas ha disputato, tra club, nazionale maggiore e nazionali giovanili, 1119 partite.

### Presenze e reti nei club
| Stagione           | Squadra            | Campionato         | Campionato | Campionato | Coppe nazionali | Coppe nazionali | Coppe nazionali | Coppe continentali | Coppe continentali | Coppe continentali | Altre coppe | Altre coppe | Altre coppe | Totale | Totale |
| Stagione           | Squadra            | Comp               | Pres       | Reti       | Comp            | Pres            | Reti            | Comp               | Pres               | Reti               | Comp        | Pres        | Reti        | Pres   | Reti   |
| ------------------ | ------------------ | ------------------ | ---------- | ---------- | --------------- | --------------- | --------------- | ------------------ | ------------------ | ------------------ | ----------- | ----------- | ----------- | ------ | ------ |
| 1998-1999          | Real Madrid C      | TD                 | 27+6       | -26 + -10  | -               | -               | -               | -                  | -                  | -                  | -           | -           | -           | 33     | -36    |
| 1999-2000          | Real Madrid B      | SDB                | 4          | -2         | -               | -               | -               | -                  | -                  | -                  | -           | -           | -           | 4      | -2     |
| 1999-2000          | Real Madrid        | PD                 | 27         | -25        | CR              | 5               | -1              | UCL                | 12                 | -19                | Cmc         | 3           | -5          | 47     | -50    |
| 2000-2001          | Real Madrid        | PD                 | 34         | -37        | CR              | 0               | 0               | UCL                | 11                 | -15                | SU+CInt     | 1+1         | -2 + -2     | 47     | -56    |
| 2001-2002          | Real Madrid        | PD                 | 25         | -27        | CR              | 5               | -5              | UCL                | 9                  | -6                 | SS          | 1           | 0           | 40     | -38    |
| 2002-2003          | Real Madrid        | PD                 | 38         | -42        | CR              | 0               | 0               | UCL                | 15                 | -21                | SU+CInt     | 1+1         | -1 + 0      | 55     | -64    |
| 2003-2004          | Real Madrid        | PD                 | 37         | -50        | CR              | 2               | -1              | UCL                | 9                  | -10                | SS          | 2           | -2          | 50     | -63    |
| 2004-2005          | Real Madrid        | PD                 | 37         | -30        | CR              | 0               | 0               | UCL                | 10                 | -11                | -           | -           | -           | 47     | -41    |
| 2005-2006          | Real Madrid        | PD                 | 37         | -38        | CR              | 4               | -6              | UCL                | 7                  | -7                 | -           | -           | -           | 48     | -51    |
| 2006-2007          | Real Madrid        | PD                 | 38         | -40        | CR              | 0               | 0               | UCL                | 7                  | -10                | -           | -           | -           | 45     | -50    |
| 2007-2008          | Real Madrid        | PD                 | 36         | -32        | CR              | 0               | 0               | UCL                | 8                  | -13                | SS          | 2           | -6          | 46     | -51    |
| 2008-2009          | Real Madrid        | PD                 | 38         | -52        | CR              | 0               | 0               | UCL                | 7                  | -10                | SS          | 2           | -5          | 47     | -67    |
| 2009-2010          | Real Madrid        | PD                 | 38         | -35        | CR              | 0               | 0               | UCL                | 8                  | -9                 | -           | -           | -           | 46     | -44    |
| 2010-2011          | Real Madrid        | PD                 | 35         | -32        | CR              | 8               | -2              | UCL                | 11                 | -6                 | -           | -           | -           | 54     | -40    |
| 2011-2012          | Real Madrid        | PD                 | 37         | -31        | CR              | 4               | -6              | UCL                | 10                 | -7                 | SS          | 2           | -5          | 53     | -49    |
| 2012-2013          | Real Madrid        | PD                 | 19         | -17        | CR              | 3               | 0               | UCL                | 5                  | -8                 | SS          | 2           | -4          | 29     | -29    |
| 2013-2014          | Real Madrid        | PD                 | 2          | -2         | CR              | 9               | -1              | UCL                | 13                 | -9                 | -           | -           | -           | 24     | -12    |
| 2014-2015          | Real Madrid        | PD                 | 32         | -35        | CR              | 0               | 0               | UCL                | 10                 | -9                 | SU+SS+Cmc   | 1+2+2       | 0 + -2 + 0  | 47     | -46    |
| Totale Real Madrid | Totale Real Madrid | Totale Real Madrid | 510        | -525       |                 | 40              | -22             |                    | 152                | -170               |             | 23          | -34         | 725    | -751   |
| 2015-2016          | Porto              | PL                 | 32         | -28        | CP+CdL          | 0               | 0               | UCL+UEL            | 6+2                | -8 + -3            | -           | -           | -           | 40     | -39    |
| 2016-2017          | Porto              | PL                 | 33         | -16        | CP+CdL          | 0               | 0               | UCL                | 10                 | -7                 | -           | -           | -           | 43     | -23    |
| 2017-2018          | Porto              | PL                 | 20         | -10        | CP+CdL          | 5+3             | -4 + -2         | UCL                | 3                  | -3                 | -           | -           | -           | 31     | -19    |
| 2018-2019          | Porto              | PL                 | 31         | -19        | CP+CdL          | 0               | 0               | UCL                | 10                 | -15                | SP          | 1           | -1          | 42     | -35    |
| 2019-2020          | Porto              | PL                 | 0          | 0          | CP+CdL          | 0               | 0               | UCL+UEL            | 0                  | 0                  | -           | -           | -           | 0      | 0      |
| Totale Porto       | Totale Porto       | Totale Porto       | 116        | -73        |                 | 8               | -6              |                    | 31                 | -36                |             | 1           | -1          | 156    | -116   |
| Totale carriera    | Totale carriera    | Totale carriera    | 657+6      | -626 + -10 |                 | 48              | -28             |                    | 183                | -206               |             | 24          | -35         | 918    | -905   |

### Cronologia presenze e reti in nazionale
| Cronologia completa delle presenze e delle reti in nazionale ― Spagna | Cronologia completa delle presenze e delle reti in nazionale ― Spagna | Cronologia completa delle presenze e delle reti in nazionale ― Spagna | Cronologia completa delle presenze e delle reti in nazionale ― Spagna | Cronologia completa delle presenze e delle reti in nazionale ― Spagna | Cronologia completa delle presenze e delle reti in nazionale ― Spagna | Cronologia completa delle presenze e delle reti in nazionale ― Spagna | Cronologia completa delle presenze e delle reti in nazionale ― Spagna |
| Data                                                                  | Città                                                                 | In casa                                                               | Risultato                                                             | Ospiti                                                                | Competizione                                                          | Reti                                                                  | Note                                                                  |
| --------------------------------------------------------------------- | --------------------------------------------------------------------- | --------------------------------------------------------------------- | --------------------------------------------------------------------- | --------------------------------------------------------------------- | --------------------------------------------------------------------- | --------------------------------------------------------------------- | --------------------------------------------------------------------- |
| 3-6-2000                                                              | Göteborg                                                              | Svezia                                                                | 1 – 1                                                                 | Spagna                                                                | Amichevole                                                            | -1                                                                    | 63’                                                                   |
| 7-6-2000                                                              | Lussemburgo                                                           | Lussemburgo                                                           | 0 – 1                                                                 | Spagna                                                                | Amichevole                                                            | -                                                                     | 60’                                                                   |
| 2-9-2000                                                              | Sarajevo                                                              | Bosnia ed Erzegovina                                                  | 1 – 2                                                                 | Spagna                                                                | Qual. Mondiali 2002                                                   | -1                                                                    |                                                                       |
| 7-10-2000                                                             | Madrid                                                                | Spagna                                                                | 2 – 0                                                                 | Israele                                                               | Qual. Mondiali 2002                                                   | -                                                                     |                                                                       |
| 11-10-2000                                                            | Vienna                                                                | Austria                                                               | 1 – 1                                                                 | Spagna                                                                | Qual. Mondiali 2002                                                   | -1                                                                    |                                                                       |
| 15-11-2000                                                            | Siviglia                                                              | Spagna                                                                | 1 – 2                                                                 | Paesi Bassi                                                           | Amichevole                                                            | -2                                                                    |                                                                       |
| 28-2-2001                                                             | Birmingham                                                            | Inghilterra                                                           | 3 – 0                                                                 | Spagna                                                                | Amichevole                                                            | -2                                                                    | 64’                                                                   |
| 24-3-2001                                                             | Alicante                                                              | Spagna                                                                | 5 – 0                                                                 | Liechtenstein                                                         | Qual. Mondiali 2002                                                   | -                                                                     |                                                                       |
| 25-4-2001                                                             | Cordova                                                               | Spagna                                                                | 1 – 0                                                                 | Giappone                                                              | Amichevole                                                            | -                                                                     | 75’                                                                   |
| 5-9-2001                                                              | Vaduz                                                                 | Liechtenstein                                                         | 0 – 2                                                                 | Spagna                                                                | Qual. Mondiali 2002                                                   | -                                                                     |                                                                       |
| 14-11-2001                                                            | Huelva                                                                | Spagna                                                                | 1 – 0                                                                 | Messico                                                               | Amichevole                                                            | -                                                                     | 80’                                                                   |
| 13-2-2002                                                             | Barcellona                                                            | Spagna                                                                | 1 – 1                                                                 | Portogallo                                                            | Amichevole                                                            | -1                                                                    | 64’                                                                   |
| 17-4-2002                                                             | Belfast                                                               | Irlanda del Nord                                                      | 0 – 5                                                                 | Spagna                                                                | Amichevole                                                            | -                                                                     | 73’                                                                   |
| 2-6-2002                                                              | Gwangju                                                               | Spagna                                                                | 3 – 1                                                                 | Slovenia                                                              | Mondiali 2002 - 1º turno                                              | -1                                                                    |                                                                       |
| 7-6-2002                                                              | Jeonju                                                                | Spagna                                                                | 3 – 1                                                                 | Paraguay                                                              | Mondiali 2002 - 1º turno                                              | -1                                                                    |                                                                       |
| 12-6-2002                                                             | Daejeon                                                               | Sudafrica                                                             | 2 – 3                                                                 | Spagna                                                                | Mondiali 2002 - 1º turno                                              | -2                                                                    |                                                                       |
| 16-6-2002                                                             | Suwon                                                                 | Spagna                                                                | 1 – 1 dts (3 – 2 dtr)                                                 | Irlanda                                                               | Mondiali 2002 - Ottavi di finale                                      | -1                                                                    |                                                                       |
| 22-6-2002                                                             | Gwangju                                                               | Spagna                                                                | 0 – 0 dts (3 – 5 dtr)                                                 | Corea del Sud                                                         | Mondiali 2002 - Quarti di finale                                      | -                                                                     |                                                                       |
| 21-8-2002                                                             | Budapest                                                              | Ungheria                                                              | 1 – 1                                                                 | Spagna                                                                | Amichevole                                                            | -                                                                     | 46’                                                                   |
| 7-9-2002                                                              | Atene                                                                 | Grecia                                                                | 0 – 2                                                                 | Spagna                                                                | Qual. Euro 2004                                                       | -                                                                     |                                                                       |
| 12-10-2002                                                            | Albacete                                                              | Spagna                                                                | 3 – 0                                                                 | Irlanda del Nord                                                      | Qual. Euro 2004                                                       | -                                                                     |                                                                       |
| 20-11-2002                                                            | Granada                                                               | Spagna                                                                | 1 – 0                                                                 | Bulgaria                                                              | Amichevole                                                            | -                                                                     | 46’                                                                   |
| 12-2-2003                                                             | Las Palmas                                                            | Spagna                                                                | 3 – 1                                                                 | Germania                                                              | Amichevole                                                            | -1                                                                    | 84’                                                                   |
| 29-3-2003                                                             | Kiev                                                                  | Ucraina                                                               | 2 – 2                                                                 | Spagna                                                                | Qual. Euro 2004                                                       | -2                                                                    |                                                                       |
| 2-4-2003                                                              | León                                                                  | Spagna                                                                | 3 – 0                                                                 | Armenia                                                               | Qual. Euro 2004                                                       | -                                                                     |                                                                       |
| 30-4-2003                                                             | Madrid                                                                | Spagna                                                                | 4 – 0                                                                 | Ecuador                                                               | Amichevole                                                            | -                                                                     | 75’                                                                   |
| 7-6-2003                                                              | Saragozza                                                             | Spagna                                                                | 0 – 1                                                                 | Grecia                                                                | Qual. Euro 2004                                                       | -1                                                                    |                                                                       |
| 11-6-2003                                                             | Belfast                                                               | Irlanda del Nord                                                      | 0 – 0                                                                 | Spagna                                                                | Qual. Euro 2004                                                       | -                                                                     |                                                                       |
| 6-9-2003                                                              | Guimarães                                                             | Portogallo                                                            | 0 – 3                                                                 | Spagna                                                                | Amichevole                                                            | -                                                                     | 66’                                                                   |
| 10-9-2003                                                             | Elche                                                                 | Spagna                                                                | 2 – 1                                                                 | Ucraina                                                               | Qual. Euro 2004                                                       | -1                                                                    |                                                                       |
| 11-10-2003                                                            | Erevan                                                                | Armenia                                                               | 0 – 4                                                                 | Spagna                                                                | Qual. Euro 2004                                                       | -                                                                     |                                                                       |
| 15-11-2003                                                            | Valencia                                                              | Spagna                                                                | 2 – 1                                                                 | Norvegia                                                              | Qual. Euro 2004                                                       | -1                                                                    |                                                                       |
| 19-11-2003                                                            | Oslo                                                                  | Norvegia                                                              | 0 – 3                                                                 | Spagna                                                                | Qual. Euro 2004                                                       | -                                                                     |                                                                       |
| 18-2-2004                                                             | Barcellona                                                            | Spagna                                                                | 2 – 1                                                                 | Perù                                                                  | Amichevole                                                            | -1                                                                    | 46’                                                                   |
| 31-3-2004                                                             | Gijón                                                                 | Spagna                                                                | 2 – 0                                                                 | Danimarca                                                             | Amichevole                                                            | -                                                                     | 76’                                                                   |
| 28-4-2004                                                             | Genova                                                                | Italia                                                                | 1 – 1                                                                 | Spagna                                                                | Amichevole                                                            | -1                                                                    | 77’                                                                   |
| 5-6-2004                                                              | Getafe                                                                | Spagna                                                                | 4 – 0                                                                 | Andorra                                                               | Amichevole                                                            | -                                                                     | 31’                                                                   |
| 12-6-2004                                                             | Faro                                                                  | Spagna                                                                | 1 – 0                                                                 | Russia                                                                | Euro 2004 - 1º turno                                                  | -                                                                     |                                                                       |
| 16-6-2004                                                             | Porto                                                                 | Grecia                                                                | 1 – 1                                                                 | Spagna                                                                | Euro 2004 - 1º turno                                                  | -1                                                                    |                                                                       |
| 20-6-2004                                                             | Lisbona                                                               | Spagna                                                                | 0 – 1                                                                 | Portogallo                                                            | Euro 2004 - 1º turno                                                  | -1                                                                    |                                                                       |
| 3-9-2004                                                              | Valencia                                                              | Spagna                                                                | 1 – 1                                                                 | Scozia                                                                | Amichevole                                                            | -1                                                                    | Cap.                                                                  |
| 8-9-2004                                                              | Zenica                                                                | Bosnia ed Erzegovina                                                  | 1 – 1                                                                 | Spagna                                                                | Qual. Mondiali 2006                                                   | -1                                                                    |                                                                       |
| 9-10-2004                                                             | Santander                                                             | Spagna                                                                | 2 – 0                                                                 | Belgio                                                                | Qual. Mondiali 2006                                                   | -                                                                     |                                                                       |
| 13-10-2004                                                            | Vilnius                                                               | Lituania                                                              | 0 – 0                                                                 | Spagna                                                                | Qual. Mondiali 2006                                                   | -                                                                     |                                                                       |
| 17-11-2004                                                            | Madrid                                                                | Spagna                                                                | 1 – 0                                                                 | Inghilterra                                                           | Amichevole                                                            | -                                                                     |                                                                       |
| 9-2-2005                                                              | Almería                                                               | Spagna                                                                | 5 – 0                                                                 | San Marino                                                            | Qual. Mondiali 2006                                                   | -                                                                     |                                                                       |
| 26-3-2005                                                             | Salamanca                                                             | Spagna                                                                | 3 – 0                                                                 | Cina                                                                  | Amichevole                                                            | -                                                                     | Cap.                                                                  |
| 30-3-2005                                                             | Belgrado                                                              | Serbia e Montenegro                                                   | 0 – 0                                                                 | Spagna                                                                | Qual. Mondiali 2006                                                   | -                                                                     | Cap.                                                                  |
| 4-6-2005                                                              | Valencia                                                              | Spagna                                                                | 1 – 0                                                                 | Lituania                                                              | Qual. Mondiali 2006                                                   | -                                                                     |                                                                       |
| 8-6-2005                                                              | Valencia                                                              | Spagna                                                                | 1 – 1                                                                 | Bosnia ed Erzegovina                                                  | Qual. Mondiali 2006                                                   | -1                                                                    |                                                                       |
| 7-9-2005                                                              | Madrid                                                                | Spagna                                                                | 1 – 1                                                                 | Serbia e Montenegro                                                   | Qual. Mondiali 2006                                                   | -1                                                                    |                                                                       |
| 8-10-2005                                                             | Bruxelles                                                             | Belgio                                                                | 0 – 2                                                                 | Spagna                                                                | Qual. Mondiali 2006                                                   | -                                                                     |                                                                       |
| 12-10-2005                                                            | Serravalle                                                            | San Marino                                                            | 0 – 6                                                                 | Spagna                                                                | Qual. Mondiali 2006                                                   | -                                                                     |                                                                       |
| 12-11-2005                                                            | Madrid                                                                | Spagna                                                                | 5 – 1                                                                 | Slovacchia                                                            | Qual. Mondiali 2006                                                   | -1                                                                    |                                                                       |
| 16-11-2005                                                            | Bratislava                                                            | Slovacchia                                                            | 1 – 1                                                                 | Spagna                                                                | Qual. Mondiali 2006                                                   | -1                                                                    |                                                                       |
| 1-3-2006                                                              | Valladolid                                                            | Spagna                                                                | 3 – 2                                                                 | Costa d'Avorio                                                        | Amichevole                                                            | -2                                                                    | Cap.                                                                  |
| 27-5-2006                                                             | Albacete                                                              | Spagna                                                                | 0 – 0                                                                 | Russia                                                                | Amichevole                                                            | -                                                                     | Cap.                                                                  |
| 3-6-2006                                                              | Elche                                                                 | Spagna                                                                | 2 – 0                                                                 | Egitto                                                                | Amichevole                                                            | -                                                                     |                                                                       |
| 14-6-2006                                                             | Lipsia                                                                | Spagna                                                                | 4 – 0                                                                 | Ucraina                                                               | Mondiali 2006 - 1º turno                                              | -                                                                     | Cap.                                                                  |
| 19-6-2006                                                             | Stoccarda                                                             | Spagna                                                                | 3 – 1                                                                 | Tunisia                                                               | Mondiali 2006 - 1º turno                                              | -1                                                                    | Cap.                                                                  |
| 27-6-2006                                                             | Hannover                                                              | Spagna                                                                | 1 – 3                                                                 | Francia                                                               | Mondiali 2006 - Ottavi di finale                                      | -3                                                                    |                                                                       |
| 2-9-2006                                                              | Badajoz                                                               | Spagna                                                                | 4 – 0                                                                 | Liechtenstein                                                         | Qual. Euro 2008                                                       | -                                                                     |                                                                       |
| 6-9-2006                                                              | Belfast                                                               | Irlanda del Nord                                                      | 3 – 2                                                                 | Spagna                                                                | Qual. Euro 2008                                                       | -3                                                                    |                                                                       |
| 7-10-2006                                                             | Solna                                                                 | Svezia                                                                | 2 – 0                                                                 | Spagna                                                                | Qual. Euro 2008                                                       | -2                                                                    | Cap.                                                                  |
| 15-11-2006                                                            | Cadice                                                                | Spagna                                                                | 0 – 1                                                                 | Romania                                                               | Amichevole                                                            | -1                                                                    | Cap.                                                                  |
| 7-2-2007                                                              | Manchester                                                            | Inghilterra                                                           | 0 – 1                                                                 | Spagna                                                                | Amichevole                                                            | -                                                                     | cap.                                                                  |
| 24-3-2007                                                             | Madrid                                                                | Spagna                                                                | 2 – 1                                                                 | Danimarca                                                             | Qual. Euro 2008                                                       | -1                                                                    | cap.                                                                  |
| 28-3-2007                                                             | Palma di Maiorca                                                      | Spagna                                                                | 1 – 0                                                                 | Islanda                                                               | Qual. Euro 2008                                                       | -                                                                     | cap.                                                                  |
| 2-6-2007                                                              | Riga                                                                  | Lettonia                                                              | 0 – 2                                                                 | Spagna                                                                | Qual. Euro 2008                                                       | -                                                                     | cap.                                                                  |
| 8-9-2007                                                              | Reykjavík                                                             | Islanda                                                               | 1 – 1                                                                 | Spagna                                                                | Qual. Euro 2008                                                       | -1                                                                    | cap.                                                                  |
| 12-9-2007                                                             | Oviedo                                                                | Spagna                                                                | 2 – 0                                                                 | Lettonia                                                              | Qual. Euro 2008                                                       | -                                                                     | cap.                                                                  |
| 13-10-2007                                                            | Aarhus                                                                | Danimarca                                                             | 1 – 3                                                                 | Spagna                                                                | Qual. Euro 2008                                                       | -1                                                                    | cap.                                                                  |
| 17-11-2007                                                            | Madrid                                                                | Spagna                                                                | 3 – 0                                                                 | Svezia                                                                | Qual. Euro 2008                                                       | -                                                                     | cap.                                                                  |
| 6-2-2008                                                              | Malaga                                                                | Spagna                                                                | 1 – 0                                                                 | Francia                                                               | Amichevole                                                            | -                                                                     | cap.                                                                  |
| 26-3-2008                                                             | Elche                                                                 | Spagna                                                                | 1 – 0                                                                 | Italia                                                                | Amichevole                                                            | -                                                                     | cap.                                                                  |
| 31-5-2008                                                             | Huelva                                                                | Spagna                                                                | 2 – 1                                                                 | Perù                                                                  | Amichevole                                                            | -1                                                                    | cap.                                                                  |
| 4-6-2008                                                              | Santander                                                             | Spagna                                                                | 1 – 0                                                                 | Stati Uniti                                                           | Amichevole                                                            | -                                                                     | cap.                                                                  |
| 10-6-2008                                                             | Innsbruck                                                             | Spagna                                                                | 4 – 1                                                                 | Russia                                                                | Euro 2008 - 1º turno                                                  | -1                                                                    | cap.                                                                  |
| 14-6-2008                                                             | Innsbruck                                                             | Svezia                                                                | 1 – 2                                                                 | Spagna                                                                | Euro 2008 - 1º turno                                                  | -1                                                                    | cap.                                                                  |
| 22-6-2008                                                             | Vienna                                                                | Spagna                                                                | 0 – 0 dts (4 – 2 dtr)                                                 | Italia                                                                | Euro 2008 - Quarti di finale                                          | -                                                                     | cap.                                                                  |
| 26-6-2008                                                             | Vienna                                                                | Russia                                                                | 0 – 3                                                                 | Spagna                                                                | Euro 2008 - Semifinale                                                | -                                                                     | cap.                                                                  |
| 29-6-2008                                                             | Vienna                                                                | Germania                                                              | 0 – 1                                                                 | Spagna                                                                | Euro 2008 - Finale                                                    | -                                                                     | cap. 42’                                                              |
| 20-8-2008                                                             | Copenaghen                                                            | Danimarca                                                             | 0 – 3                                                                 | Spagna                                                                | Amichevole                                                            | -                                                                     | cap. 75’                                                              |
| 6-9-2008                                                              | Murcia                                                                | Spagna                                                                | 1 – 0                                                                 | Bosnia ed Erzegovina                                                  | Qual. Mondiali 2010                                                   | -                                                                     | cap.                                                                  |
| 10-9-2008                                                             | Albacete                                                              | Spagna                                                                | 4 – 0                                                                 | Armenia                                                               | Qual. Mondiali 2010                                                   | -                                                                     | cap.                                                                  |
| 11-10-2008                                                            | Tallinn                                                               | Estonia                                                               | 0 – 3                                                                 | Spagna                                                                | Qual. Mondiali 2010                                                   | -                                                                     | cap.                                                                  |
| 15-10-2008                                                            | Bruxelles                                                             | Belgio                                                                | 1 – 2                                                                 | Spagna                                                                | Qual. Mondiali 2010                                                   | -1                                                                    | cap.                                                                  |
| 19-11-2008                                                            | Vila-real                                                             | Spagna                                                                | 3 – 0                                                                 | Cile                                                                  | Amichevole                                                            | -                                                                     | cap. 46’                                                              |
| 11-2-2009                                                             | Siviglia                                                              | Spagna                                                                | 2 – 0                                                                 | Inghilterra                                                           | Amichevole                                                            | -                                                                     | cap. 46’                                                              |
| 28-3-2009                                                             | Madrid                                                                | Spagna                                                                | 1 – 0                                                                 | Turchia                                                               | Qual. Mondiali 2010                                                   | -                                                                     | cap.                                                                  |
| 1-4-2009                                                              | Istanbul                                                              | Turchia                                                               | 1 – 2                                                                 | Spagna                                                                | Qual. Mondiali 2010                                                   | -1                                                                    | cap.                                                                  |
| 9-6-2009                                                              | Baku                                                                  | Azerbaigian                                                           | 0 – 6                                                                 | Spagna                                                                | Amichevole                                                            | -                                                                     | cap. 46’                                                              |
| 14-6-2009                                                             | Rustenburg                                                            | Nuova Zelanda                                                         | 0 – 5                                                                 | Spagna                                                                | Conf. Cup 2009 - 1º turno                                             | -                                                                     | cap.                                                                  |
| 17-6-2009                                                             | Bloemfontein                                                          | Spagna                                                                | 1 – 0                                                                 | Iraq                                                                  | Conf. Cup 2009 - 1º turno                                             | -                                                                     | cap.                                                                  |
| 24-6-2009                                                             | Bloemfontein                                                          | Spagna                                                                | 0 – 2                                                                 | Stati Uniti                                                           | Conf. Cup 2009 - Semifinale                                           | -2                                                                    | cap.                                                                  |
| 28-6-2009                                                             | Rustenburg                                                            | Spagna                                                                | 3 – 2 dts                                                             | Sudafrica                                                             | Conf. Cup 2009 - Finale 3º posto                                      | -2                                                                    | cap.                                                                  |
| 5-9-2009                                                              | La Coruña                                                             | Spagna                                                                | 5 – 0                                                                 | Belgio                                                                | Qual. Mondiali 2010                                                   | -                                                                     | cap.                                                                  |
| 9-9-2009                                                              | Mérida                                                                | Spagna                                                                | 3 – 0                                                                 | Estonia                                                               | Qual. Mondiali 2010                                                   | -                                                                     | cap.                                                                  |
| 14-10-2009                                                            | Zenica                                                                | Bosnia ed Erzegovina                                                  | 2 – 5                                                                 | Spagna                                                                | Qual. Mondiali 2010                                                   | -2                                                                    | cap.                                                                  |
| 14-11-2009                                                            | Madrid                                                                | Spagna                                                                | 2 – 1                                                                 | Argentina                                                             | Amichevole                                                            | -1                                                                    | cap. 88’                                                              |
| 18-11-2009                                                            | Vienna                                                                | Austria                                                               | 1 – 5                                                                 | Spagna                                                                | Amichevole                                                            | -1                                                                    | cap. 46’                                                              |
| 3-3-2010                                                              | Saint-Denis                                                           | Francia                                                               | 0 – 2                                                                 | Spagna                                                                | Amichevole                                                            | -                                                                     | cap.                                                                  |
| 29-5-2010                                                             | Innsbruck                                                             | Spagna                                                                | 3 – 2                                                                 | Arabia Saudita                                                        | Amichevole                                                            | -2                                                                    | cap.                                                                  |
| 8-6-2010                                                              | Murcia                                                                | Spagna                                                                | 6 – 0                                                                 | Polonia                                                               | Amichevole                                                            | -                                                                     | cap.                                                                  |
| 16-6-2010                                                             | Durban                                                                | Spagna                                                                | 0 – 1                                                                 | Svizzera                                                              | Mondiali 2010 - 1º turno                                              | -1                                                                    | cap.                                                                  |
| 21-6-2010                                                             | Johannesburg                                                          | Spagna                                                                | 2 – 0                                                                 | Honduras                                                              | Mondiali 2010 - 1º turno                                              | -                                                                     | cap.                                                                  |
| 25-6-2010                                                             | Pretoria                                                              | Cile                                                                  | 1 – 2                                                                 | Spagna                                                                | Mondiali 2010 - 1º turno                                              | -1                                                                    | cap.                                                                  |
| 29-6-2010                                                             | Città del Capo                                                        | Spagna                                                                | 1 – 0                                                                 | Portogallo                                                            | Mondiali 2010 - Ottavi di finale                                      | -                                                                     | cap.                                                                  |
| 3-7-2010                                                              | Johannesburg                                                          | Spagna                                                                | 1 – 0                                                                 | Paraguay                                                              | Mondiali 2010 - Quarti di finale                                      | -                                                                     | cap.                                                                  |
| 7-7-2010                                                              | Durban                                                                | Germania                                                              | 0 – 1                                                                 | Spagna                                                                | Mondiali 2010 - Semifinali                                            | -                                                                     | cap.                                                                  |
| 11-7-2010                                                             | Johannesburg                                                          | Paesi Bassi                                                           | 0 – 1 dts                                                             | Spagna                                                                | Mondiali 2010 - Finale                                                | -                                                                     | cap.                                                                  |
| 11-8-2010                                                             | Città del Messico                                                     | Messico                                                               | 1 – 1                                                                 | Spagna                                                                | Amichevole                                                            | -1                                                                    | cap. 46’                                                              |
| 3-9-2010                                                              | Vaduz                                                                 | Liechtenstein                                                         | 0 – 4                                                                 | Spagna                                                                | Qual. Euro 2012                                                       | -                                                                     | cap.                                                                  |
| 8-10-2010                                                             | Salamanca                                                             | Spagna                                                                | 3 – 1                                                                 | Lituania                                                              | Qual. Euro 2012                                                       | -1                                                                    | cap.                                                                  |
| 12-10-2010                                                            | Glasgow                                                               | Scozia                                                                | 2 – 3                                                                 | Spagna                                                                | Qual. Euro 2012                                                       | -2                                                                    | cap.                                                                  |
| 17-11-2010                                                            | Lisbona                                                               | Portogallo                                                            | 4 – 0                                                                 | Spagna                                                                | Amichevole                                                            | -4                                                                    | cap.                                                                  |
| 9-2-2011                                                              | Madrid                                                                | Spagna                                                                | 1 – 0                                                                 | Colombia                                                              | Amichevole                                                            | -                                                                     | cap.                                                                  |
| 25-3-2011                                                             | Granada                                                               | Spagna                                                                | 2 – 1                                                                 | Rep. Ceca                                                             | Qual. Euro 2012                                                       | -1                                                                    | cap.                                                                  |
| 29-3-2011                                                             | Kaunas                                                                | Lituania                                                              | 1 – 3                                                                 | Spagna                                                                | Qual. Euro 2012                                                       | -1                                                                    | Cap.                                                                  |
| 4-6-2011                                                              | Boston                                                                | Stati Uniti                                                           | 0 – 4                                                                 | Spagna                                                                | Amichevole                                                            | -                                                                     | 76’                                                                   |
| 7-6-2011                                                              | Puerto La Cruz                                                        | Venezuela                                                             | 0 – 3                                                                 | Spagna                                                                | Amichevole                                                            | -                                                                     | 89’                                                                   |
| 10-8-2011                                                             | Bari                                                                  | Italia                                                                | 2 – 1                                                                 | Spagna                                                                | Amichevole                                                            | -1                                                                    | cap. 46’                                                              |
| 2-9-2011                                                              | San Gallo                                                             | Spagna                                                                | 3 – 2                                                                 | Cile                                                                  | Amichevole                                                            | -2                                                                    | cap. 46’                                                              |
| 6-9-2011                                                              | Logroño                                                               | Spagna                                                                | 6 – 0                                                                 | Liechtenstein                                                         | Qual. Euro 2012                                                       | -                                                                     | Cap.                                                                  |
| 7-10-2011                                                             | Praga                                                                 | Rep. Ceca                                                             | 0 – 2                                                                 | Spagna                                                                | Qual. Euro 2012                                                       | -                                                                     | cap.                                                                  |
| 12-11-2011                                                            | Londra                                                                | Inghilterra                                                           | 1 – 0                                                                 | Spagna                                                                | Amichevole                                                            | -                                                                     | cap. 46’                                                              |
| 15-11-2011                                                            | San José                                                              | Costa Rica                                                            | 2 – 2                                                                 | Spagna                                                                | Amichevole                                                            | -2                                                                    | cap. 46’                                                              |
| 29-2-2012                                                             | Malaga                                                                | Spagna                                                                | 5 – 0                                                                 | Venezuela                                                             | Amichevole                                                            | -                                                                     | cap.                                                                  |
| 26-5-2012                                                             | San Gallo                                                             | Spagna                                                                | 2 – 0                                                                 | Serbia                                                                | Amichevole                                                            | -                                                                     | cap.                                                                  |
| 30-5-2012                                                             | Berna                                                                 | Spagna                                                                | 4 – 1                                                                 | Corea del Sud                                                         | Amichevole                                                            | -                                                                     | 81’                                                                   |
| 3-6-2012                                                              | Siviglia                                                              | Spagna                                                                | 1 – 0                                                                 | Cina                                                                  | Amichevole                                                            | -                                                                     | cap. 46’                                                              |
| 10-6-2012                                                             | Danzica                                                               | Spagna                                                                | 1 – 1                                                                 | Italia                                                                | Euro 2012 - 1º turno                                                  | -1                                                                    | cap.                                                                  |
| 14-6-2012                                                             | Danzica                                                               | Spagna                                                                | 4 – 0                                                                 | Irlanda                                                               | Euro 2012 - 1º turno                                                  | -                                                                     | cap.                                                                  |
| 18-6-2012                                                             | Danzica                                                               | Croazia                                                               | 0 – 1                                                                 | Spagna                                                                | Euro 2012 - 1º turno                                                  | -                                                                     | cap.                                                                  |
| 23-6-2012                                                             | Donec'k                                                               | Spagna                                                                | 2 – 0                                                                 | Francia                                                               | Euro 2012 - Quarti di finale                                          | -                                                                     | cap.                                                                  |
| 27-6-2012                                                             | Donec'k                                                               | Portogallo                                                            | 0 – 0 dts (2 – 4 dtr)                                                 | Spagna                                                                | Euro 2012 - Semifinale                                                | -                                                                     | cap.                                                                  |
| 1-7-2012                                                              | Kiev                                                                  | Spagna                                                                | 4 – 0                                                                 | Italia                                                                | Euro 2012 - Finale                                                    | -                                                                     | cap.                                                                  |
| 15-8-2012                                                             | Bayamón                                                               | Porto Rico                                                            | 1 – 2                                                                 | Spagna                                                                | Amichevole                                                            | -1                                                                    | 71’                                                                   |
| 7-9-2012                                                              | Pontevedra                                                            | Spagna                                                                | 5 – 0                                                                 | Arabia Saudita                                                        | Amichevole                                                            | -                                                                     | 72’                                                                   |
| 11-9-2012                                                             | Tbilisi                                                               | Georgia                                                               | 0 – 1                                                                 | Spagna                                                                | Qual. Mondiali 2014                                                   | -                                                                     | cap.                                                                  |
| 12-10-2012                                                            | Minsk                                                                 | Bielorussia                                                           | 0 – 4                                                                 | Spagna                                                                | Qual. Mondiali 2014                                                   | -                                                                     | cap.                                                                  |
| 16-10-2012                                                            | Madrid                                                                | Spagna                                                                | 1 – 1                                                                 | Francia                                                               | Qual. Mondiali 2014                                                   | -1                                                                    | cap.                                                                  |
| 14-11-2012                                                            | Panama                                                                | Panama                                                                | 1 – 5                                                                 | Spagna                                                                | Amichevole                                                            | -1                                                                    | 60’                                                                   |
| 8-6-2013                                                              | Miami Gardens                                                         | Spagna                                                                | 2 – 1                                                                 | Haiti                                                                 | Amichevole                                                            | -                                                                     | cap. 46’                                                              |
| 12-6-2013                                                             | New York                                                              | Spagna                                                                | 2 – 0                                                                 | Irlanda                                                               | Amichevole                                                            | -                                                                     | 59’                                                                   |
| 17-6-2013                                                             | Recife                                                                | Spagna                                                                | 2 – 1                                                                 | Uruguay                                                               | Conf. Cup 2013 - 1º turno                                             | -1                                                                    | cap.                                                                  |
| 27-6-2013                                                             | Fortaleza                                                             | Spagna                                                                | 0 – 0 dts (7 – 6 dtr)                                                 | Italia                                                                | Conf. Cup 2013 - Semifinali                                           | -                                                                     | cap.                                                                  |
| 30-6-2013                                                             | Rio de Janeiro                                                        | Brasile                                                               | 3 – 0                                                                 | Spagna                                                                | Conf. Cup 2013 - Finale                                               | -3                                                                    | cap.                                                                  |
| 14-8-2013                                                             | Guayaquil                                                             | Ecuador                                                               | 0 – 2                                                                 | Spagna                                                                | Amichevole                                                            | -                                                                     | cap. 50’                                                              |
| 6-9-2013                                                              | Helsinki                                                              | Finlandia                                                             | 0 – 2                                                                 | Spagna                                                                | Qual. Mondiali 2014                                                   | -                                                                     | cap.                                                                  |
| 15-10-2013                                                            | Albacete                                                              | Spagna                                                                | 2 – 0                                                                 | Georgia                                                               | Qual. Mondiali 2014                                                   | -                                                                     | cap.                                                                  |
| 19-11-2013                                                            | Johannesburg                                                          | Sudafrica                                                             | 1 – 0                                                                 | Spagna                                                                | Amichevole                                                            | -                                                                     | cap. 46’                                                              |
| 5-3-2014                                                              | Madrid                                                                | Spagna                                                                | 1 – 0                                                                 | Italia                                                                | Amichevole                                                            | -                                                                     | cap. 46’                                                              |
| 7-6-2014                                                              | Landover                                                              | El Salvador                                                           | 0 – 2                                                                 | Spagna                                                                | Amichevole                                                            | -                                                                     | cap. 83’                                                              |
| 13-6-2014                                                             | Salvador                                                              | Spagna                                                                | 1 – 5                                                                 | Paesi Bassi                                                           | Mondiali 2014 - 1º turno                                              | -5                                                                    | cap. 65’                                                              |
| 18-6-2014                                                             | Rio de Janeiro                                                        | Spagna                                                                | 0 – 2                                                                 | Cile                                                                  | Mondiali 2014 - 1º turno                                              | -2                                                                    | cap.                                                                  |
| 8-9-2014                                                              | Valencia                                                              | Spagna                                                                | 5 – 1                                                                 | Macedonia                                                             | Qual. Euro 2016                                                       | -1                                                                    | cap.                                                                  |
| 9-10-2014                                                             | Žilina                                                                | Slovacchia                                                            | 2 – 1                                                                 | Spagna                                                                | Qual. Euro 2016                                                       | -2                                                                    | cap.                                                                  |
| 15-11-2014                                                            | Huelva                                                                | Spagna                                                                | 3 – 0                                                                 | Bielorussia                                                           | Qual. Euro 2016                                                       | -                                                                     | cap.                                                                  |
| 18-11-2014                                                            | Vigo                                                                  | Spagna                                                                | 0 – 1                                                                 | Germania                                                              | Amichevole                                                            | -                                                                     | cap. 77’                                                              |
| 27-3-2015                                                             | Siviglia                                                              | Spagna                                                                | 1 – 0                                                                 | Ucraina                                                               | Qual. Euro 2016                                                       | -                                                                     | cap.                                                                  |
| 14-6-2015                                                             | Barysaŭ                                                               | Bielorussia                                                           | 0 – 1                                                                 | Spagna                                                                | Qual. Euro 2016                                                       | -                                                                     | cap.                                                                  |
| 5-9-2015                                                              | Oviedo                                                                | Spagna                                                                | 2 – 0                                                                 | Slovacchia                                                            | Qual. Euro 2016                                                       | -                                                                     | cap.                                                                  |
| 9-10-2015                                                             | Logroño                                                               | Spagna                                                                | 4 – 0                                                                 | Lussemburgo                                                           | Qual. Euro 2016                                                       | -                                                                     | cap.                                                                  |
| 13-11-2015                                                            | Alicante                                                              | Spagna                                                                | 2 – 0                                                                 | Inghilterra                                                           | Amichevole                                                            | -                                                                     | cap.                                                                  |
| 27-3-2016                                                             | Cluj                                                                  | Romania                                                               | 0 – 0                                                                 | Spagna                                                                | Amichevole                                                            | -                                                                     | cap.                                                                  |
| 1-6-2016                                                              | Wals-Siezenheim                                                       | Spagna                                                                | 6 – 1                                                                 | Corea del Sud                                                         | Amichevole                                                            | -                                                                     | cap. 74’                                                              |
| Totale                                                                |                                                                       | Presenze (2º posto)                                                   | 167                                                                   |                                                                       | Reti                                                                  | -94                                                                   |                                                                       |

### Record
- Calciatore del Real Madrid con più presenze nelle competizioni UEFA per club (157).[58]

## Curiosità
- Nel 2002, quando il Bayern Monaco venne eliminato per mano del Real Madrid in Champions League (che avrebbe poi vinto la squadra spagnola), al termine della partita Casillas chiese la maglia al portiere della squadra bavarese Oliver Kahn, vedendosi negata la richiesta. Più tardi, davanti alla stampa, Casillas descrisse il fatto come una sfacciataggine e un gesto di arroganza, ricevendo le scuse del collega tedesco, il quale gli inviò la maglia in seguito e lo invitò anche a trascorrere una giornata a Monaco di Baviera insieme a lui.
- Durante una sessione di calciomercato, il Manchester United si interessò a Casillas, arrivando addirittura a dare per scontato il trasferimento e ad aggiungere la foto di Casillas nel suo sito ufficiale; alla fine il trasferimento non si concretizzò.
- In un'occasione il quotidiano sportivo AS, che classifica i giocatori nelle partite assegnando loro da uno a tre assi, ha assegnato quattro assi a Casillas, volendo descrivere la sua prestazione come particolarmente buona.
- Un giorno, stufo, come i suoi compagni, del soprannome e dell'etichetta che la stampa aveva loro dato, «I Galacticos», ad una domanda a tale riguardo Casillas rispose stizzito: "Non sono un galattico, sono di Móstoles". Questa frase compare ancora oggi nei campi di calcio che portano il suo nome nella sua città natale.

## Palmarès

### Club

#### Competizioni nazionali
- Campionato spagnolo: 5

Real Madrid: 2000-2001, 2002-2003, 2006-2007, 2007-2008, 2011-2012
- Supercoppa di Spagna: 4

Real Madrid: 2001, 2003, 2008, 2012
- Coppa di Spagna: 2

Real Madrid: 2010-2011, 2013-2014
- Campionato portoghese: 2

Porto: 2017-2018, 2019-2020
- Supercoppa di Portogallo: 1

Porto: 2018
- Coppa del Portogallo: 1

Porto: 2019-2020

#### Competizioni internazionali
- UEFA Champions League: 3

Real Madrid: 1999-2000, 2001-2002, 2013-2014
- Supercoppa UEFA: 2

Real Madrid: 2002, 2014
- Coppa Intercontinentale: 2

Real Madrid: 1998, 2002
- Coppa del mondo per club: 1

Real Madrid: 2014

### Nazionale

#### Competizioni giovanili
- Campionato mondiale Under-20: 1

Nigeria 1999

#### Competizioni maggiori
- Campionato d'Europa: 2

Austria-Svizzera 2008, Polonia-Ucraina 2012
- Campionato mondiale: 1

Sudafrica 2010

### Individuale
- Trofeo Bravo: 1

2000
- Squadra dell'anno UEFA: 6

2007, 2008, 2009, 2010, 2011, 2012
- Squadra dell'anno ESM: 1

2007-2008
- Trofeo Zamora: 1

2007-2008 (32 reti subite)
- FIFA FIFPro World XI: 5

2008, 2009, 2010, 2011, 2012
- Squadra del torneo del campionato europeo: 2

Austria-Svizzera 2008, Polonia-Ucraina 2012
- Miglior portiere dell'anno IFFHS: 5

2008, 2009, 2010, 2011, 2012
- Miglior portiere della Liga spagnola: 3

2008-2009, 2010-2011, 2011-2012
- Guanto d'oro del campionato mondiale: 1

Sudafrica 2010
- All-Star Team del campionato mondiale: 1

Sudafrica 2010
- Premio BBVA Fair Play: 1

2012-2013
- Golden Foot: 1

2017
- Candidato al Dream Team del Pallone d'oro (2020)
- Globe Soccer Awards: 1

Premio alla carriera per calciatori: 2020